# الهجوم على بيرل هاربر
الهجوم على بيرل هاربر (بالإنجليزية: Attack on Pearl Harbor) (أو العملية زد كما كان يسميها المقر العام للإمبراطورية اليابانية)  هي غارة جوية مباغتة نفذتها البحرية الإمبراطورية اليابانية في 7 ديسمبر 1941 على الأسطول الأمريكي القابع في المحيط الهادئ في قاعدته البحرية في ميناء بيرل هاربر بجزر هاواي، غيَّر هذا الحدث مجرى التاريخ وأرغم الولايات المتحدة على دخول الحرب العالمية الثانية.
كانت تلك الضربة ضربة وقائية لإبعاد الأسطول الأمريكي في المحيط الهادئ عن الحرب التي كانت تخطط اليابان لشنِّها في جنوب شرق آسيا ضدَّ بريطانيا وهولندا والولايات المتحدة.
تمحور الهجوم الياباني على غارة جوية شملت موجتين جويتين بمجموع 353 طائرة حربية يابانية  انطلقت من ست حاملة طائرات إضافة إلى عدة غواصات قزمية لضرب الأسطول الأمريكي في بيرل هاربر وتدمير الطائرات الحربية الأمريكية الرابضة على الأرض. ونتج عن الهجوم إغراق أربع بوارج حربية من البحرية الأمريكية، كما دمَّرت أربع بارجات أخرى. أغرق اليابانيون أيضاً ثلاثة طراريد، وثلاث مدمِّرات، وزارعة ألغام واحدة، بالإضافة إلى تدمير 188 طائرة. أسفرت الهجمات عن مقتل 2,402 شخص  وجرح 1,282 آخرين. لم تُصب الهجمات محطة توليد الطاقة، وحوض بناء السفن، ومركز الصيانة، ومحطة الوقود، ومخازن الطوربيد، فضلاً عن أرصفة الغواصات، ومقر البحرية الأمريكية ومقر قسم الاستخبارات. بينما كانت الخسائر اليابانية ضئيلة، فقد دُمِّرت 29 طائرة وأربع غواصات قزمة، وقُتل أو أُصيب 65 جندياً فقط.
كان الهجوم مشاركة رئيسية في الحرب العالمية الثانية وذلك لوقوعه قبيل إعلان الحرب الرسمي، وقبل وصول الجزء الأخير من ال14 رسالة إلى وزارة الخارجية الأمريكية في واشنطن العاصمة. كما صدرت تعليمات للسفارة اليابانية بتسليم تلك الرسالة قبل الوقت المحدد للهجوم على هاواي مباشرةً. وكانت طبيعة الهجمة الفجائية سبباً في تغيير الرأي العام الأميركي من الموقف الانعزالي إلى دعم المشاركة المباشرة في الحرب. وساعد إعلان ألمانيا الفوري للحرب على الولايات المتحدة على الرغم من عدم التزامها بأي معاهدة مع اليابان في ظهور الولايات المتحدة على خشبة المسرح الأوروبي لأحداث الحرب العالمية الثانية.

## الخلفية التاريخية

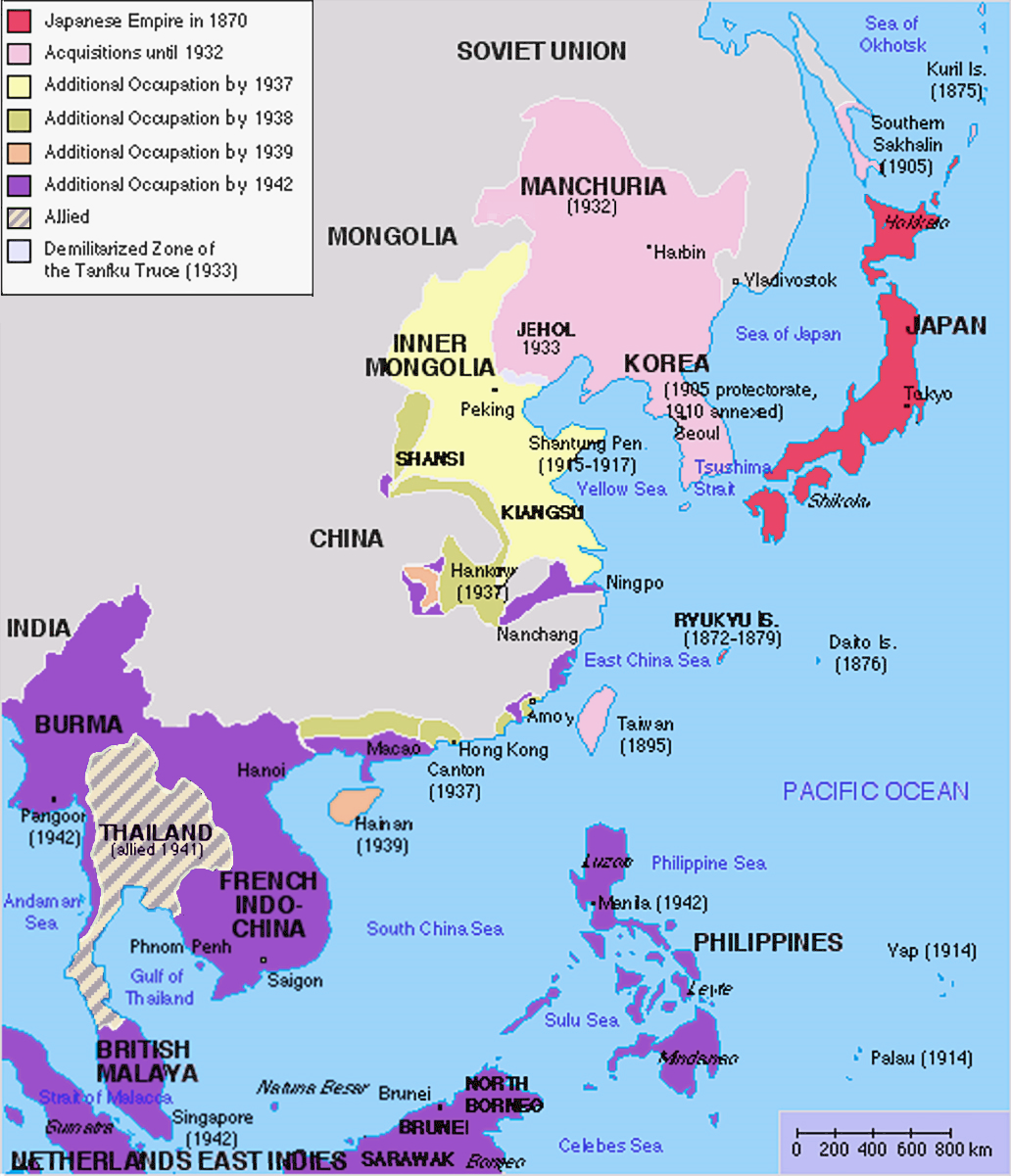
حدود الإمبراطورية اليابانية وتوسعها في شرق آسيا

أرادت الإمبراطورية اليابانية السيطرة على ملايا البريطانية وجزر الهند الشرقية الهولندية من أجل الحصول على الموارد الطبيعية كالنفط والمطَّاط، وبهدف تحييد الأسطول الأمريكي في المحيط الهادِئ خططت البحرية الإمبراطورية اليابانية في توجيه ضربة عسكرية للأسطول في قاعدته هاواي الأمر الذي سيوفر الحماية لليابان حال احتلالها الهند الشرقية الهولندية وملايا البريطانية.
امتلكت كل من الولايات المتحدة واليابان خطط طوارئ طويلة المدى لمواجهة الحرب في منطقة المحيط الهادئ، وكان يتم تحديثها باستمرار مع تصاعد التوتر بين البلدين الذي زاد بشكل مطرد خلال الثلاثينيات، مع توسع اليابان في منشوريا والهند الصينية الفرنسية الذي استقبلته الولايات المتحدة ودول أخرى بفرض عقوبات على الإمبراطورية اليابانية.
وفي عام 1940، أوقفت الولايات المتحدة شحنات الطائرات، وقطع الغيار، والمعدات الآلية، وبنزين الطيران استناداً لقانون الرقابة على الصادرات. الأمر الذي أعتبرته اليابان عملاً عدوانياً. إلا أن الولايات المتحدة لم توقف صادراتها النفطية إلى اليابان في ذلك الوقت لأن واشنطن كانت تعتقد بأن مثل هذا الإجراء سيكون خطوة متطرفة، نظراً لاعتماد اليابان على النفط الأمريكي. ويحتمل أن تعتبر اليابان تلك الخطوة نوعاً من أنواع الاستفزاز.
قام فريق التخطيط الياباني بدراسة الهجوم البريطاني على الأسطول الإيطالي عام 1940 في مدينة تارانتو بشكل مكثف. وقد استفادوا منه استفادة عميقة عند التخطيط للهجوم على القوات البحرية الأميركية في ميناء بيرل.
وبعد التوسع الياباني في الهند الصينية الفرنسية بعد سقوط فرنسا، أوقفت الولايات المتحدة صادرات النفط إلى اليابان في صيف عام 1941 بسبب القيود الأميركية الجديدة التي طُبقت على الاستهلاك المحلي للنفط.
نقل الرئيس الأمريكي فرانكلين روزفلت أسطول المحيط الهادئ إلى هاواي، وأمر بزيادة القوات العسكرية في الفلبين على أمل إحباط أي عدوان يابانى في الشرق الأقصى. اعتقدت اليابان خطأً  أن أي هجوم على مستعمرات المملكة المتحدة في جنوب شرق آسيا سيؤدي إلى اشتراك الولايات المتحدة في الحرب، وبالتالي لم تجد حلاً سوى شن  ضربة وقائية مدمرة لتجنب اشتراك أسطول الولايات المتحدة في الحرب، كما اعتبرت اليابان أن غزو الفلبين ضروري، في حين أن الولايات المتحدة اعتبرت إعادة استعمار هذه الجزر ضمن خطة الحرب أورانج خلال سنوات الحرب.
كان كل من اليابان والولايات المتحدة على علم نشوب الحرب بينهما (وضع الطرفان خطط طوارئ) منذ العشرينيات، على الرغم من أنه لم يكن التوتر بينهما كبيراً إلى أن غزت اليابان بلدة منشوريا في عام 1931. وعلى مدى العقد التالي، واصلت اليابان التوسع في الصين، مما أدي إلى نشوب الحرب الشاملة في عام 1937. وفي عام 1940، غزت اليابان الهند الصينية الفرنسية في محاولة للسيطرة على الإمدادات التي تصل إلى الصين، وكخطوة أولى لتحسين حصولها على موارد جنوب شرق آسيا. أدت هذه الخطوة إلى حظر أميركا للصادرات النفطية إلى اليابان، ومن ثم خطط اليابان للاستيلاء على إنتاج النفط في جزر الهند الشرقية الهولندية. اعتبر الجيش الياباني نقل الأسطول الأمريكي في المحيط الهادئ من قاعدته السابقة في سان دييغو إلى قاعدته الجديدة في ميناء بيرل استعداداً أمريكياً لشن حرب بين البلدين.

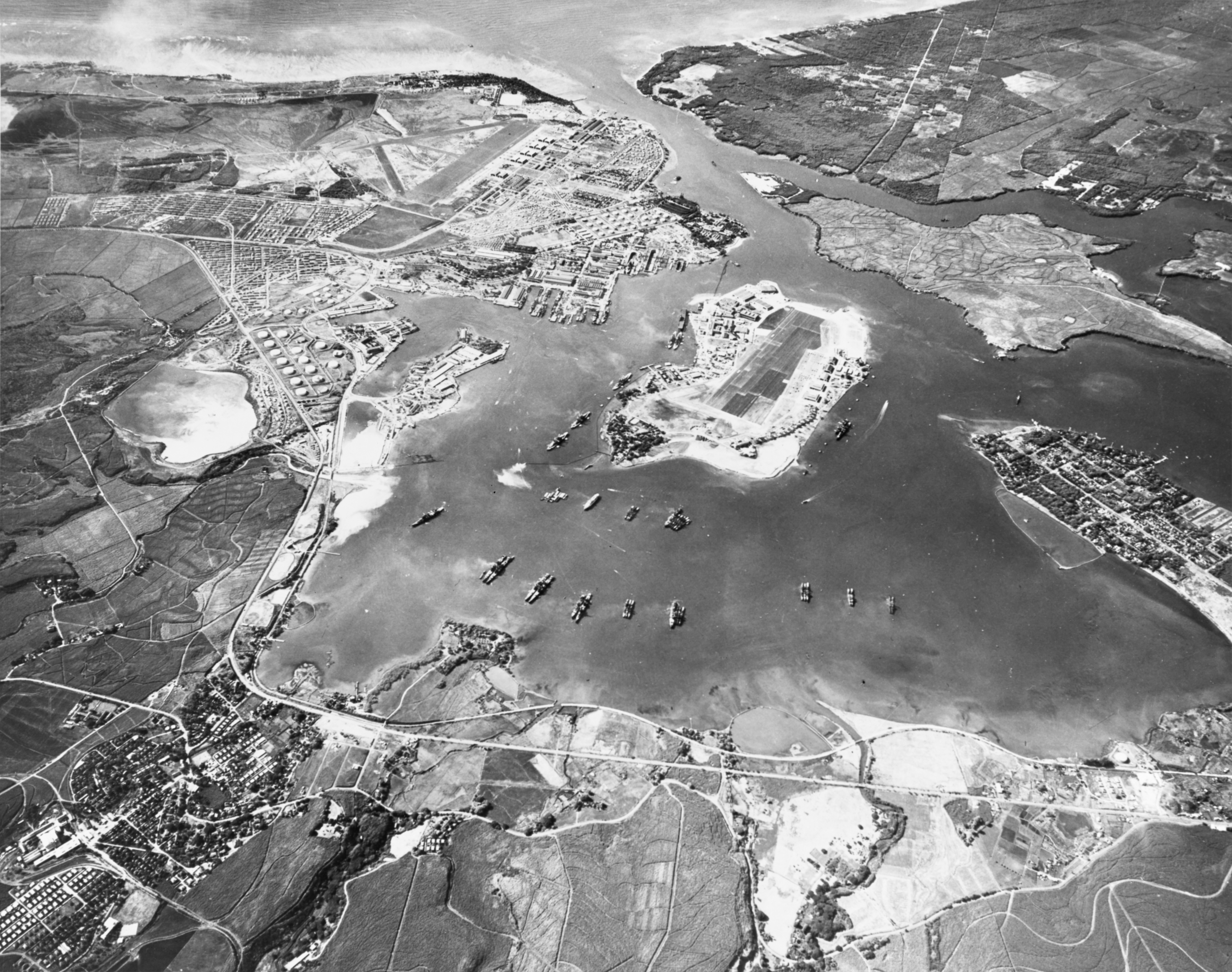
بيرل هاربور في 30 تشرين الأول، 1941.

بدأ التخطيط الأولي للهجوم على ميناء بيرل لحماية الانتقال إلى «منطقة الموارد الجنوبية» (وهو المصطلح الياباني لجزر الهند الشرقية الهولندية وجنوب شرق آسيا بشكل عام) في أوائل عام 1941، تحت رعاية اللواء ياماموتو الذي أصدر الأوامر الأسطول اليابان المتحد. لم يحصل على موافقة للتخطيط والتدريب النظامي لشن الهجوم من هيئة الأركان العامة للإمبراطورية اليابانية البحرية إلا بعد خلاف كبير مع مقر البحرية وتهديده بإقالته من منصبه. انتهى الكابتن مينورو غندا من التخطيط الكامل بحلول أوائل فصل ربيع عام 1941.وعلى مدى الأشهر القليلة التالية، تم تدريب الطيارين، وتجهيز المعدات، وجمع المعلومات الاستخبارية. وعلى الرغم من هذه التحضيرات، لم يُصدر الإمبراطور هيروهيتو الموافقة الفعلية على خطة الهجوم حتى الخامس من شهر نوفمبر، وذلك عقب المؤتمر الثالث من أصل أربعة مؤتمرات إمبراطورية للنظر في الأمر.
ولم يُصدر الإمبراطور الإذن الختامي حتى اليوم الأول من شهر ديسمبر، وذلك بعد أن نصحه غالبية القادة اليابانيين قائلين أن مذكرة هل «ستدمر ثمار حادث الصين، وسيعرض ولاية مانتشوكو للخطر وسيؤثر على سيطرة اليابان على كوريا.»  وفي أواخر عام 1941، استعدت القواعد والمرافق الأمريكية في المحيط الهادئ في منإسبات متعددة، بسبب العداء المتوقع بين الولايات المتحدة واليابان. لم يعتقد المسؤولون الأمريكيون أن بيرل هاربور سيكون الهدف الأول في أي حرب مع اليابان، بينما توقعوا أول هجوم ليكون على الفلبين. وذلك بسبب الخطر الذي تشكله على الممرات البحرية في الجنوب ، والاعتقاد الخاطئ بأن اليابان ليست قادرة على القيام بأكثر من عملية بحرية في وقت واحد.

## الاستعداد

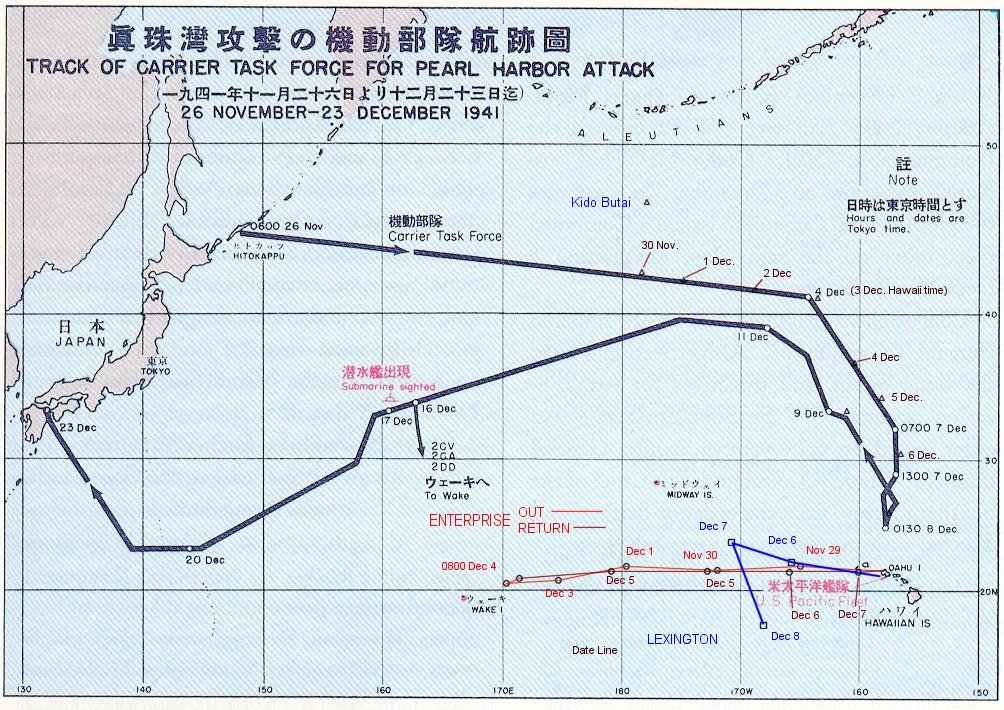
الطريق الذي سلكه الأسطول الياباني للوصول إلى بيرل هاربر، والعودة منه، وكانت القوات اليابانية قد نقلت أسطولها من دون أن يتم رصدها في اتجاهها إلى بيرل هاربر.

كان ياماموتو مقتنعاً بضرورة القضاء على الأسطول الأميركي في بيرل هاربر أولاً قبل الاستيلاء على جنوب شرق آسيا فقضى هو وربابنة أسطوله أشهراً في التدرب سراً على الهجوم في قاعدةٍ يابانيةٍ منعزلة، وتم ذلك في جزيرة كيوشو.
توجه إيسوروكو ياماموتو إلى الأسطول قائلاً
«إن مصير الإمبراطورية معلقٌ على هذه المهمة وكل فردٍ يجب ألا يبخل بنفسه من أجل ذلك.»
في 26 نوفمبر 1941 غادرت القوة الضاربة التي تتكون من 6 حاملات طائرات إلى شمال اليابان لتصل إلى شمال غرب هاواي، حيث تقصد إطلاق طائراتها للهجوم على بيرل هاربور. كان من المفترض استخدام 405 طائرة: 360 للهجوم للهجمتين، و48 طائرة قتالية دفاعية جوية، بما في ذلك تسعة طائرة قتالية في الهجمة الأولى.
كانت الهجمة الأولى هي الهجمة الرئيسية فيما تهدف الهجمة الثانية لإنهاء المهام المتبقية. تكونت الهجمة الأولى الأسلحة التي يجب أن تستخدم لمهاجمة السفن الحربية الرئيسية، صدرت الاوامر لأطقم الطائرات لاختيار أهداف ذات القيمة العالية (البوارج ووحاملات الطائرات) أو إذا كانت غير موجودة، يمكن اختيار أي سفن أخرى ذات قيمة عالية (مثل الطرادات والمدمِّرات). بينما كان على الطائرات القاذفة مهاجمة الأهداف الأرضية. كما صدرت الأوامر للطائرات المقاتلة بتدمير أكبر عدد ممكن من الطائرات غير الواقفة في حالة انتظار للتأكد من أنهم لن يقوموا بهجمات مضادة، وخاصةً خلال الهجمة الأولى. وعندما ينفد الوقود، يجب علي المقاتلين العودة إلى حاملات الطائرات للتزويد بالوقود والعودة إلى القتال مرة أخرى. وعلى المقاتلين خدمة تلك السياسة حيثما دعت الحاجة، وخاصةً عبر مطارات الولايات المتحدة.
وقبل بدء الهجوم، تم إرسال طائرتين استطلاعتين إلى أواهو وتقديم تقرير حول أسطول العدو وتكوينه وموقعه. قامت أربع طائرات استكشافية بدوريات في المنطقة الواقعة بين كيدو بوتاي ونييهاو لمنع أي هجمات فجائية للقوات.

### الغواصات
يضم أسطول الغواصات على 5 غواصات صغيرة من النوع A للانتقال إلى ساحل أواهو. غادرت الخمس مراكب من النوع النوع A مقاطعة كور البحرية في اليوم الخامس والعشرين من شهر نوفمبر لعام 1941،  حيث رست على بعد 10 نانومتر (19 كم) من مصب بيرل هاربور  وأطلقت شحناتها حوالى الساعة الواحدة في السابع من شهر ديسمبر. وفي الساعة 03:42  بتوقيت مدينة هاواي، رصدت كاسحة الألغام «يو إس إس كوندور منظار أفقي لغواصة قزمة جنوب غرب مدخل بيرل هاربر، حيث كانت تطفو وتتأهب للمدمرة يو إس إس «وارد». يبدو أن الغواصة القزمة قد تمكنت من الدخول إلى بيرل هاربر، ولكن أغرقت المدمرة وارد غواصة أخرى في الساعة 06:37  خلال أول إطلاق نار أمريكي في الحرب العالمية الثانية. أخطأت غواصة تطفو على الجانب الشمالي من جزيرة فورد السفينة يو إس اس كيرتس في أول طوربيد لها، كما فشلت في مهاجمة يو إس اس موناغان قبل أن تغرقها سفينة موناغان في الساعة 08:43.
تعرضت غواصة ثالثة للارتطام بالأرض مرتين، المرة الأولى خارج مدخل الميناء، والمرة الثانية كانت شرق أواهو حيث تم الاستيلاء عليها في اليوم الثامن من شهر ديسمبر. قام الملازم البحري كازو ساكاماكي بالسباحة إلى الشاطئ ليصبح أول أسير حرب ياباني. كما تعرضت غواصة رابعة لأضرار جراء هجوم عميق، وهجرها طاقمها قبل أن تتمكن من إطلاق الطوربيد. أوضحت درإسة تحليلية قام بها المعهد البحري بالولايات المتحدة عام 1999 للصور الفوتوغرافية للهجوم إلى احتمالية نجاح غواصة قزمة في إطلاق طوربيداً على حاملة الطائرات وست فرجينيا'. تلقت القوات اليابانية اتصالاً لإسلكياً من غواصة قزمة في الساعة 00:41 في الثامن من شهر ديسمبر يدعي بوجود أضرار بسفينة أو أكثر من سفن الحرب داخل بيرل هاربور. لا ييزال مصير الغواصة النهائي مجهولاً،  ولكنها لم تعُد إلى ناقلة الغواصات.

### إعلان اليابانيين للحرب
على الرغم من أن الهجوم قد وقع قبل الإعلان الرسمي للحرب من جانب اليابان، اشترط الأدميرال ياماموتو أنه يجب أن يبدأ الهجوم بعد ثلاثين دقيقة من إبلاغ اليابان للولايات المتحدة بنهاية مفاوضات السلام بينهما. وبذلك، حاولت اليابان الالتزام باتفاقيات الحرب وتحقيق عنصر المفاجأة. وعلى الرغم من هذه النوايا، بدأ الهجوم عندما وصل الإخطار المُكون من 5,000 كلمة. أرسلت طوكيو الرسالة إلى السفارة اليابانية (على مجموعتين)، والذي استغرق وقتًا طويلاً لتدوين الرسالة كتابةً وتسليمها في الوقت المحدد، بينما تمكنت الولايات المتحدة من فك رموز الشفرة وترجمتها ساعات  قبل الوقت المحدد للسفارة اليابانية لإرسال الرسالة. وعلى الرغم من وصف الرسالة بمثابة إعلان للحرب، «لم تعلن الرسالة الحرب أو تقطع العلاقات الدبلومإسية». طبع إعلان الحرب في الصفحة الأولى من الصحف اليابانية مساء يوم 8 ديسمبر.

### الهجوم الأول

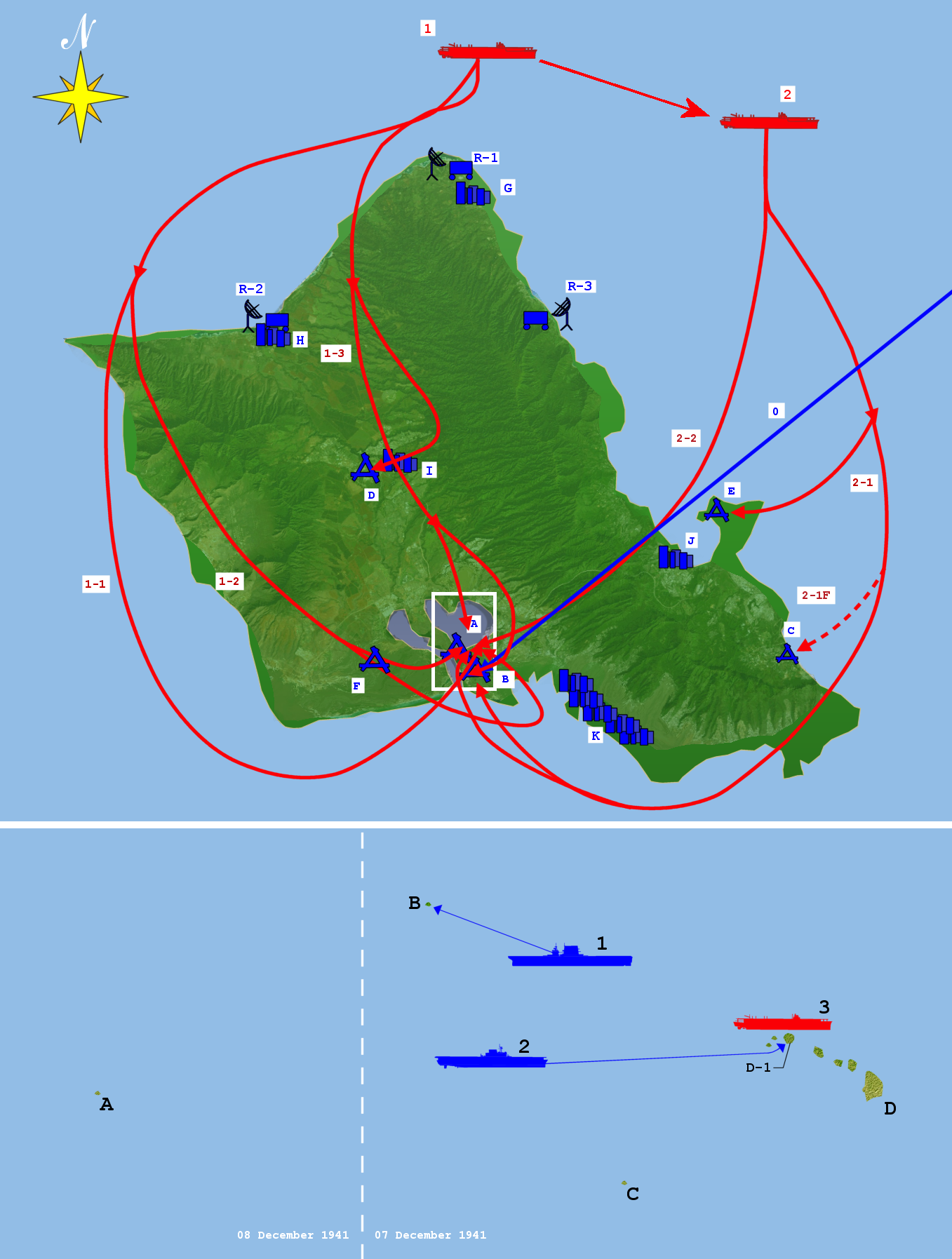
الهجوم الياباني على دفعتين. تم اكتشاف الهجمة الأولى بواسطة رادار الجيش الأميركي، ولكنه اعتبر خطأ بأنه قاذفات تابعة لسلاح الجو الأمريكي الانتحاري قادمة من جزيرة فورد، وهيكام فيلد، وبيلوز فيلد، وويلر فيلد.محطة رادار أوبانا آر-2كاوايلو آر إس آر-3. Kaaawa RSG. Haleiwa H. Kahuku I. Wahiawa J. Kaneohe K. Honolulu0. B-17s from mainland 1. مجموعة الضربة الأولى 1-1. مستوى المهاجمين 1-2. قاذفات الطوربيدات 1-3. القاذفات الغواصة 2مجموعة الضربة لثانية 2-1. مستوى المهاجمين 2 - 1F. مقاتلين 2-2. Dive bombersBottom:A. Wake Island B. Midway Islands C. Johnston Island D. HawaiiD-1. O[75]ahu 1. يو إس اس ليكسينغتون 2. الطائرات انتربرايز 3. أول أسطول طيران

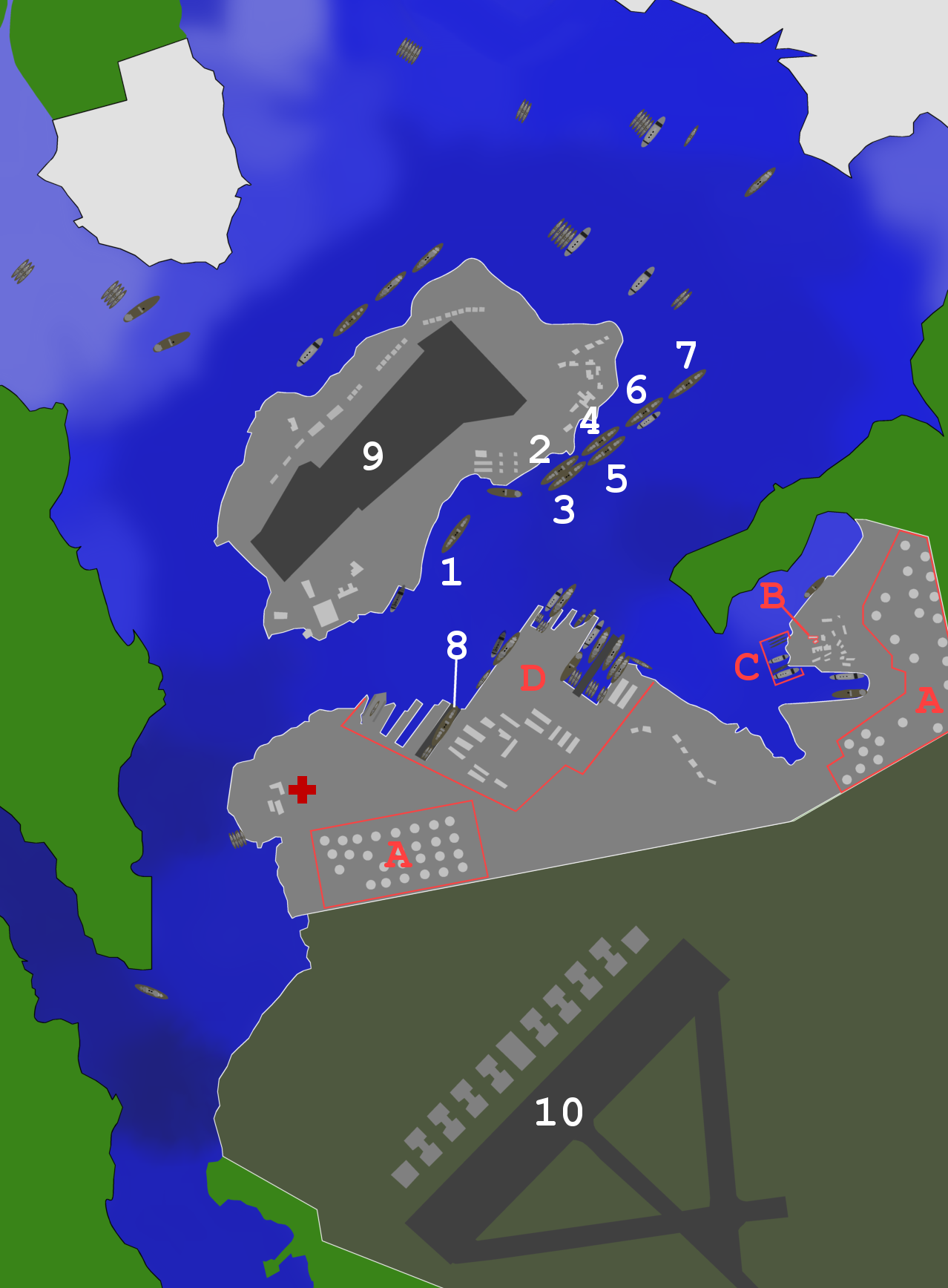
الأهداف التي تمت مهاجمتها: 1: يو إس إس "كاليفورنيا" 2: يو إس إس ميريلاند" 3: يو إس إس "أوكلاهوما" 4: يو إ إس "تينيسي" 5: يو إس إس "ويست فيرجينيا" 6: يو إس إس "أريزونا" 7: يو إس إس "نيفادا" 8: يو إس إس "بنسلفانيا" 9: جزيرة فورد ناس 10: أهداف البنية التحتية التي تم تجالها: أ: صهاريج تخزين النفط بي: CINCPAC مبنى المقر الرئيسسي سي: قاعدة الغواصات دي: ساحة البحرية.

أطلق الهجوم الأول المكون من 183 طائرة شمال اهاو بقيادة الكابتن «ميتسو فوشيد»، وفشلت ست طائرات من الانطلاق بسبب صعوبات فنية:
- المجموعة الأولى الأهداف: البوارج وحاملات الطائرات[37]
  - 50 مفجرة من نوع ناكاجيما B5N مسلحة بـ 800 كجم (1760 رطل) من قنابل خارقة للدروع، تم تنظيمها في أربعة أقسام.
  - 40 مفجرة من طراز B5N مسلحة بطوربيدات، نظمت أيضاً في أربعة أقسام.
- المجموعة الثانية -- (الأهداف: جزيرة فورد وويلر فيلد)
  - 54 غواصة مفجرة من طراز آيشي D3A مسلحة 550 رطل (249 كـغ)بقنابل الأغراض العامة.
- المجموعة الثالثة -- (الأهداف: طائرة في جزيرة فورد، هيكام فيلد، ويلر فيلد، باربر بوينت، كنيوهي)
  - 45 مقاتلة من طراز ميتسوبيشي A6Mللسيطرة والهجوم الجوي.[36]

عندما اقترب الهجوم الأول من أواهو، اكتشف رادار تابع للجيش الأميركي من طراز إس سي آر 270 في أوبانا بوينت بالقرب من الطرف الشمالي للجزيرة (وهو موقع لم يتم توظيفه بعد، ولكنها كانت قيد التدريب لعدة أشهر)، وقامت بإرسال تحذير. وعلى الرغم من أن العاملين قد سجَّلوا هدفاً ذو صدى أكبر من أي شيء لديهم، افترض ملازم أول كيرميت إيه تايلر، وهو ضابط غير مدرَّب، بأن مصدر ذلك هو وصول ست قاذفات من طراز بي 17. كانت الطائرات قادمة من اتجاه قريب (يفصل مجموعات الطائرات بضع درجات)،  في حين لم ير العاملون تشكيل كبير مماثل على الرادار؛  ولم يخبروا تايلر بحجم الهجوم،  ولأسباب أمنية، لم يتمكن تايلر من إخبارهم بأن القاذفات على وشك الوصول  (مع أن ذلك كان معروف مسبقاً).
أسقطت عدة طائرات أمريكية عندما اقترب الهجوم الأول من الأرض، وأرسلت واحدة على الأقل تحذيراً لإسلكياً غير واضح. بالإضافة إلى تحضير بعض التحذيرات الأخرى القادمة من السفن التي ترسو قبالة مدخل الميناء، وبعض تلك التحذيرات كانت تنتظر التأكيد عليها عندما بدأت طيارات الهجوم بالقصف.ومع ذلك، لا يبدو أن التفسير الصحيح والسريع لتلك التحذيرات كان سيكون له تأثير كبير.كانت النتائج التي حققتها اليابان في الفلبين مماثلة لنتائجها في بيرل هاربور، على الرغم من حصول دوجلاس ماك آرثر على تحذير قبل الهجوم بتسع ساعات بأن اليابان قد هاجمت بيرل هاربور، بالإضافة إلى الأوامر المحددة لبدء العمليات قبل ضرب قيادته.
بدأ الهجوم الجوي على بيرل هاربور في الساعة 7:48 صباحاً بتوقيت هاواي (اليوم الثامن من شهر ديسمبر في الساعة 3:18 بتوقيت اليابان، كما ذكرت سفن كيدو بوتاي)، مع هجوم كنيوه]. وصل 353  طائرة يابانية على دفعتين إلى أواهو. قادت قاذفة الطوربيد البطيئة والضعيفة الهجوم الأول، حيث استغلت لحظات المفاجأة الأولى لمهاجمة أهم السفن الموجودة (البوارج)، في حين هاجمت الغواصات القواعد الجوية الأمريكية عبر أواهو، بدءاً بهيكام فيلد، وهي قاعدة الهجوم الأسإسية للقوات الجوية الأمريكية.هاجمت 171 طائرة في الهجمة الثانية سلاح بيلوز فيلد بالقرب من كنيوه على الجانب المواجه للجزيرة، وجزيرة فورد.وقد جاءت المعارضة الجوية الوحيدة من مجموعة من طائرات طراز بي-36 هوكس، وبي-40 وورهوكسو بعضهم من طراز SBD من حاملة الطائرات يو إس اس إنتربرايز.
استيقظ الرجال على متن السفن الحربية الأمريكية على أصوات أجهزة الإنذار، وانفجار القنابل، وإطلاق النار، مما دفع الرجال الذي يعانون من ضعف النظر إلى ارتداء ملابسهم والركض إلى مراكز الأحياء العامة. (تم إرسال الرسالة الشهيرة، "الغارة الجوية على بيرل هاربور. لا يعد ذلك تدريباٌ."،  من مقر باترول وينج الثاني، أول مقر رفيع المستوى في هاواي يستجيب.) لم يكن المدافعون مستعدين. تم إغلاق خزائن الذخيرة، وإيقاف الطائرات في العراء لردع أي عمليات تخريبية،  (لم يستخدم أي البنادق 5"/38 التابعة للبحرية الأمريكية، كما استخدم ربع الاحتياجات من المدافع الرشاشة فقط، وأربعة من ال31 بطارية). وعلى الرغم من تدني حالة التأهب، استجاب العديد من أفراد الجيش الأميركي بشكل فعَّال خلال المعركة. انطلق حامل الراية جو توسينج بسفينته "يو إس إس نيفادا" في البرد القاتل خلال الهجوم. كما أنطلقت إحدى المدمرات ("يو إس إس آيلوين") على متنها أربعة ضباط وجميع حاملي الرايات الذين انضموا للخدمة منذ أكثر من سنة. ظلت السفينة تبحر في عرض البحر لمدة أربعة أيام قبل أن يتمكن الضابط من الصعود على متنها. قاد قائد يو إس اس ويست فرجينيا الكابتن ميرفين بينيون (سفينة كيميل) رجاله حتى أصابت قنبلة يو إس إس "تينيسي" التي ترسو يجانب سفينته.

### الهجوم الثاني

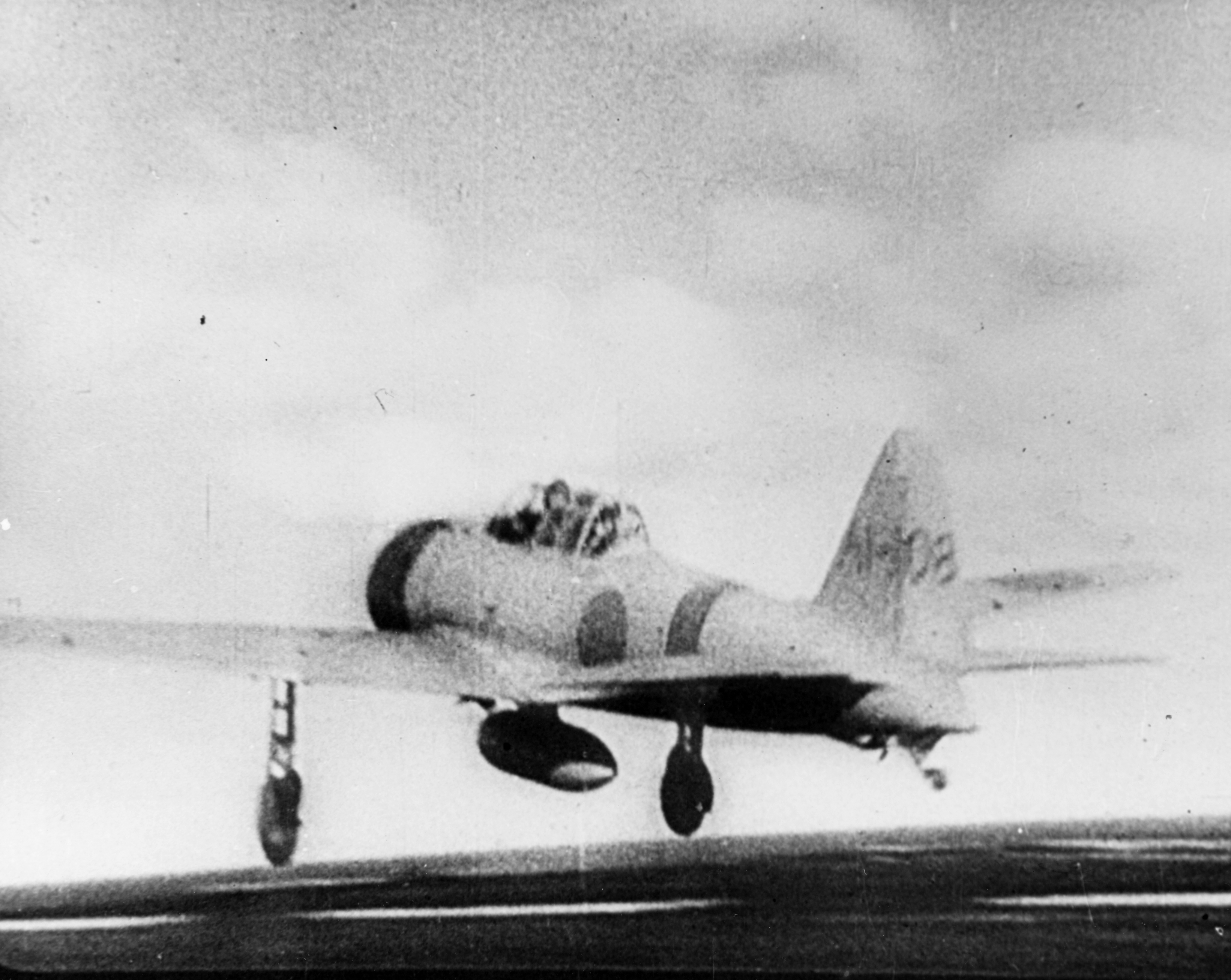
طائرة يابانية مقاتلة من طراز ميتسوبيشي زيرو خلال الهجمة الثانية، وهي تنطلق من حاملة الطائرات «أكاجي» في صباح اليوم السابع من شهر ديسمبر، 1941.

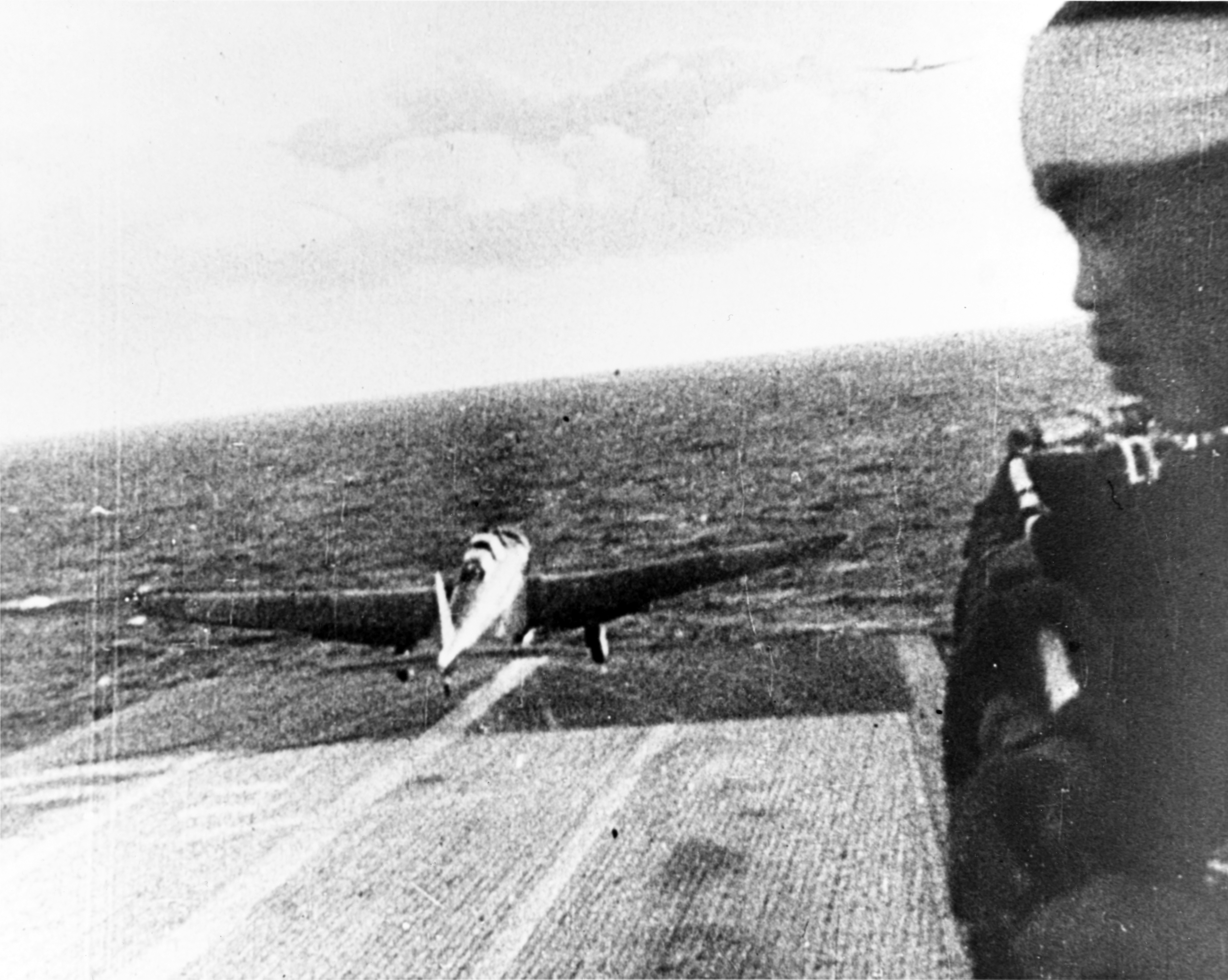
قاذفة طوربيدات يابانية من طراز ناكاجيما B5N2 وهي تقلع من حاملة الطائرات شوكاكو.

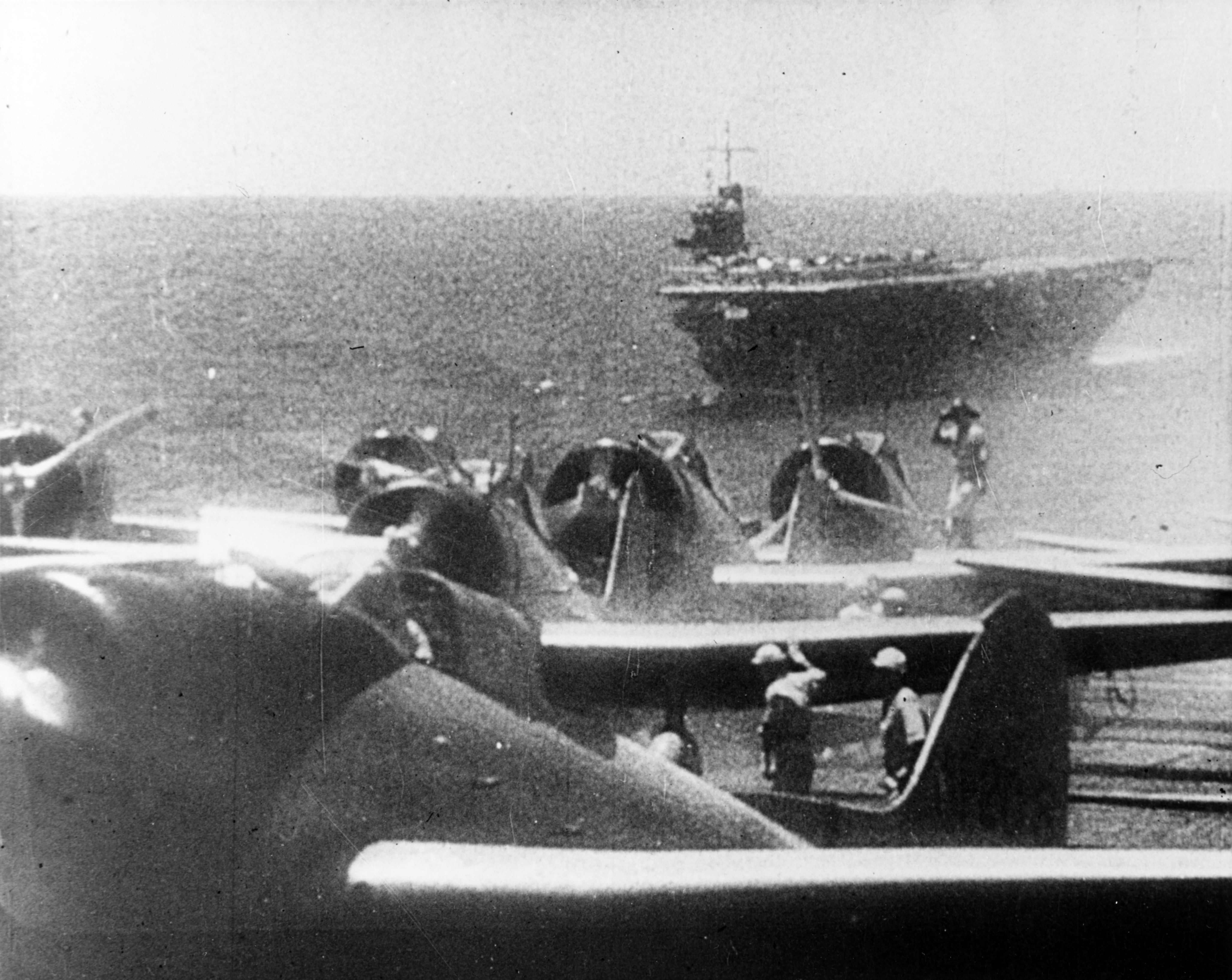
طائرات يابانية من طراز إيشي D3A1 "فال" تستعد للإقلاع أثناء الهجمة الثانية، وتظهر حاملة الطائرات "Soryu" في الخلفية.

تألف الهجوم الثاني من 171 طائرة: 54 من طراز B5N، و81 طائرة من طراز D3A و36 طائرة من طراز A6M بقيادة القائد الملازم شيجيكازو شيمازاكي. ولم تتمكن أربعة طائرات من الانطلاق بسبب صعوبات فنية. وتضم أهداف هذه الهجمة:
- المجموعة الأولى: طائرات من طراز 54 B5N مسلحة بقنابل الأغراض العامة ذات أوزان 249 كجم و60 كجم.
  - 27 طائرة من طراز B5N—حظائر الطائرات في كنيوه، وجزيرة فورد، ونقطة باربرز.
  - 27 طائرة من طراز B5N—حظائر الطائرات والطائرات في هيكام فيلد.
- المجموعة الثانية (الأهداف: حاملات الطائرات والطرادات)
  - 81 طائرو من طراز D3A مسلحة بقنابل للأغراض العامة ذات أوزان 249 كجم من خلال أربعة أقسام.
- المجموعة الثالثة: (الأهداف: الطائرات الموجودة في جزيرة فورد، وهيكهام فيلد، وويلر فيلد، وباربرز بوينت، وكنيوه)
  - 36 طائرة من طراز ميتسوبيشي زيرو للدفاع والهجوم

انقسمت الهجمة الثانية إلى ثلاث مجموعات. كانت مهمة إحدى المجموعات هو مهاجمة Kāneʻohe، وبقية بيرل هاربر. كما وصلت الأقسام المنفصلة إلى نقطة الهجوم من عدة اتجاهات في وقت متزامن تقريبا.
وانتهى الهجوم بعد تسعين دقيقة من بدايته. لقي 2,386 أمريكي مصرعهم (55 منهم مدنيين، قتل معظمهم بسبب القنابل الأميركية المضاد للطائرات التي لم تنفجر والتي سقطت في مناطق يسكنها المدنيين)، وجُرح 1,139 شخص. إضافة إلى غرق ثمانية عشر سفينة، بما في ذلك خمس بوارج.
وتسبب انفجار البارجة «يو.إس..إس أريزونا» في وفاة نصف مجموع القتلى الأمريكيين بعد أن تعرضت لهجوم من قبل القذيفة المعدلة التي يبلغ طولها 40 سنتيمتر (16 بوصة).
حاولت البارجة نيفادا الخروج من الميناء، بعد أن أصابها أضرار جراء قصفها بطوربيد وإطلاق النار عليها. حيث إستهدفتها العديد من القذائف اليابانية، كما أنها تحملَّت ضربات من قذائف 250 باوند (113 كيلوغرام). ولقد تم سحبها إلى الشاطيء لتجنب سد مدخل الميناء.
تم قصف اليو إس إس «كاليفورنيا» بواسطة اثنين من القنابل والطوربيدات. كان سيتمكن الطاقم من الحفاظ على السفينة وإبقائها على سطح المياه، ولكن صدرت أوامر بترك السفينة أثناء قيامهم بزيادة طاقة المضخَّات. أدى النفط المشتعل من سفينتي أريزونا ووست فرجينيا إلى سقوطها إلى القاع، مما جعل الموقف أكثر سوء مما كان عليه. تعرضت السفينة يو إس إس «يوتا» منزوعة السلاح للقصف مرتين بوإسطة الطوربيدات. وتلقت السفينة يو إس إس «ويست فرجينيا» سبع طوربيدات، حيث مزَّق الطوربيد السابع الدفة. بينما أصيبت «اليو إس إس أوكلاهوما» بأربع طوربيدات، حيث ضرب آخر طوربيدان درع الحزام، مما أدى إلى انقلابها. وتعرضت اليو إس اس «ماريلاند» للقصف بواسطة اثنين من القذائف المتحولة التي يبلغ طولها 40 سم، ولكن ذلك لم يتسبب في أضرار خطيرة.
على الرغم من أن اليابانيين قد ركزوا على السفن الحربية (أكبر السفن الموجودة)، لم يتجاهلوا الأهداف الأخرى. أصيب الطراد يو إس اس «هيلانة» بطوربيد، وأدى الانفجار إلى إغراق الـ «يو إس اس أوجلالا". تم تدمير مدمرتين في الحوض الجاف عندما اخترقت لقذائف مخزن الوقود. اشتعل الوقود المتسرب؛ وقد أدت المياه الكثيفة التي استخدمت لمحاربة النيران إلى زيادة النفط المتصاعد، وبالتالى احترقت السفن.تعرض الطراد يو إس اس رالي إلى الإصابة بطوربيد. بينما تعرض الطراد يو إس اس «هونولولو» لأضرار، ولكنه ظل في الخدمة. غرقت المدمرة يو إس اس «كاسين»، وتعرضت المدمرة |يو إس اس «داونز» لدمار شديد. كما تعرضت الفيستل التي تم إصلاحها قبل لدمار شديد حيث كانت راسية بجوار أريزونا، ثم سحبت إلى الشاطئ. بالإضافة إلى الأضرار التي لحقت بالطائرة المائية «يو إس اس كيرتس». كما أصيبت المدمرة يو إس إس شو بأضرار بالغة حينما اخترقت قنبلتان مخزن الأسحة الأمامي.
تم تدمير 188 طائرة أمريكية من أصل 402  طائرة في هاواي، بالإضافة إلى إلحاق الضرر بـ159 طائرة. لم يكن هناك أي طائرة مستعدة للدفاع عن القاعدة. دُمرت 24 طائرة من طراز PBY من أصل 33 في هاواي، بالإضافة إلى إصابة ستة آخرين بأضرار لا يمكن إصلاحها. (عادت الثلاث في دورية دون أن يلحق بهن أذى.) أدت نيران صديقة إلى إسقاط بعض الطائرات الأمريكية، بما فيهم خمسة أعضاء لرحلة قادمة من اليو إس اس «انتيبرايز». تسببت الهجمات اليابانية على ثكنات الجنود إلى قتل الكثير.
قتل 55 طيار ياباني وتسعة بحارين في العملية، كما أسر واحد. فقد 29 طائرة يبانية من أصل 414 ، خلال معركة  (فقد تسعة في الهجوم الأول، و20 في الثاني)،  كما أصيب 74 طائرة أخرى بفعل الطلقات المضادة للطائرات القادمة من الأرض.

### الهجوم الثالث المحتمل
طالب العديد من صغار الضباط اليابانيين بما فيهم ميتسو فوشيندا ومينورو غندا، المدبر الرئيسي لهذا الهجوم، ناجوكو بشن هجوم ثالث لتدمير أكبر قدر ممكن من وقود ومخزون الطوربيد في بيرل هاربور،  والصيانة، ومرافق الأحواض الجافة. اقترح مؤرخون عسكريون بأن هذا التدمير سيعرقل الأسطول الأمريكي في المحيط الهاديء، وهو سيئ أكثر خطورة من فقدان بوارجه. إذا كان قد تم محوها، "خطيرة [الأمريكية] العمليات في منطقة المحيط الهادئ قد تم تأجيلها لأكثر من سنة"  ؛ وفقا لالأميركية الأدميرال نيميتز تشيستر، في وقت لاحق القائد العام لأسطول المحيط الهادئ، "كان يمكن أن يكون إطالة أمد الحرب سنتين أخرى ين. ومع ذلك، قرر ناجومو الانسحاب لأسباب عدة:
- تطور الأداء الأميركي المضاد للطائرات كثيراً خلال الضربة الثانية، بالإضافة إلى أن ثلثي خسائر اليابان قد وقعت خلال الهجمة الثانية.[57] وشعر ناجومو بأنه سيخاطر بثلاثة أرباع قوة الأسطول المشترك إذا ما شن غارة ثالثة من أجل القضاء على الأهداف المتبقية (التي تشمل المرافق)، بالإضافة إلى خسائر الطائرات.[57]
- ظل موقع حاملات الطائرات الأميركية مجهولاً. بالإضافة إلى ذلك، شعر الأميرال بالقلق لأن قونه أصبحت داخل نطاق المدمرات الأمريكية.[57] لم يكن ناجومو متأكداً من إذا ما كانت الولايات المتحدة لديها ما يكفي من الطائرات في هاواي لشن هجوم ضد حاملات الطائرات الخاصة به.[58]
- ويتطلب الهجوم الثالث استعدادات كبيرة ووقت قياسي، بالإضافة إلى أنه على الطائرات العائدة الهبوط على الأرض ليلاً. لم يتمكن أحد من تطوير تقنية حاملات الطائرات الليلية في ذلك الوقت إلا البحرية الملكية البريطانية، وبالتالي، فتنفيذ تلك الهجمة يعد مخاطرة عظيمة.
- لا يسمح موقف الزقزد لفرقة العمل بالبقاء في المياه شمال بيرل هاربور لمدة طويلة، حيث أنه كان يلتزم بحدود الدعم اللوجستي. وللقيام بهذه الهجمة، يجب المخاطرة بالتشغيل المنخفض غير مقبول للوقود، وربما الاضطرار إلى التخلي عن المدمرات التي في طريقها إلى الوطن.[59]
- كما اعتقد بأن الهجوم الثاني قد حقق الهدف الرئيسي لمهمته—وهو القضاء على تأثبر الأسطول الأمريكي في المحيط الهادئ—وهو لا يرغب في المخاطرة بالمزيد من الخسائر.[60] بالإضافة إلى أن الحفاظ على القوة يعد أهم من مجموع خسائر العدو يعد شعار البحرية اليابانية.[61]

وخلال مؤتمر عُقد على متن السفينة ياماتو في صباح اليوم التالي، وافق ياماموتو على اقتراح ناجومو. وفي الماضي، كان توفير ترسانات بناء السفن، وورش الصيانة، ومستودعات النفط يعني أن الولايات المتحدة يمكن أن ترد بشكل سريع نسبيا على أنشطة اليابان في المحيط الهادئ. وندم ياماموتو لاحقاً على قرار ناجومو بالانسحاب، وقال أن عدم القيام بالهجمة الثالثة كان خطأً كبيراً.

## نتائج الهجوم

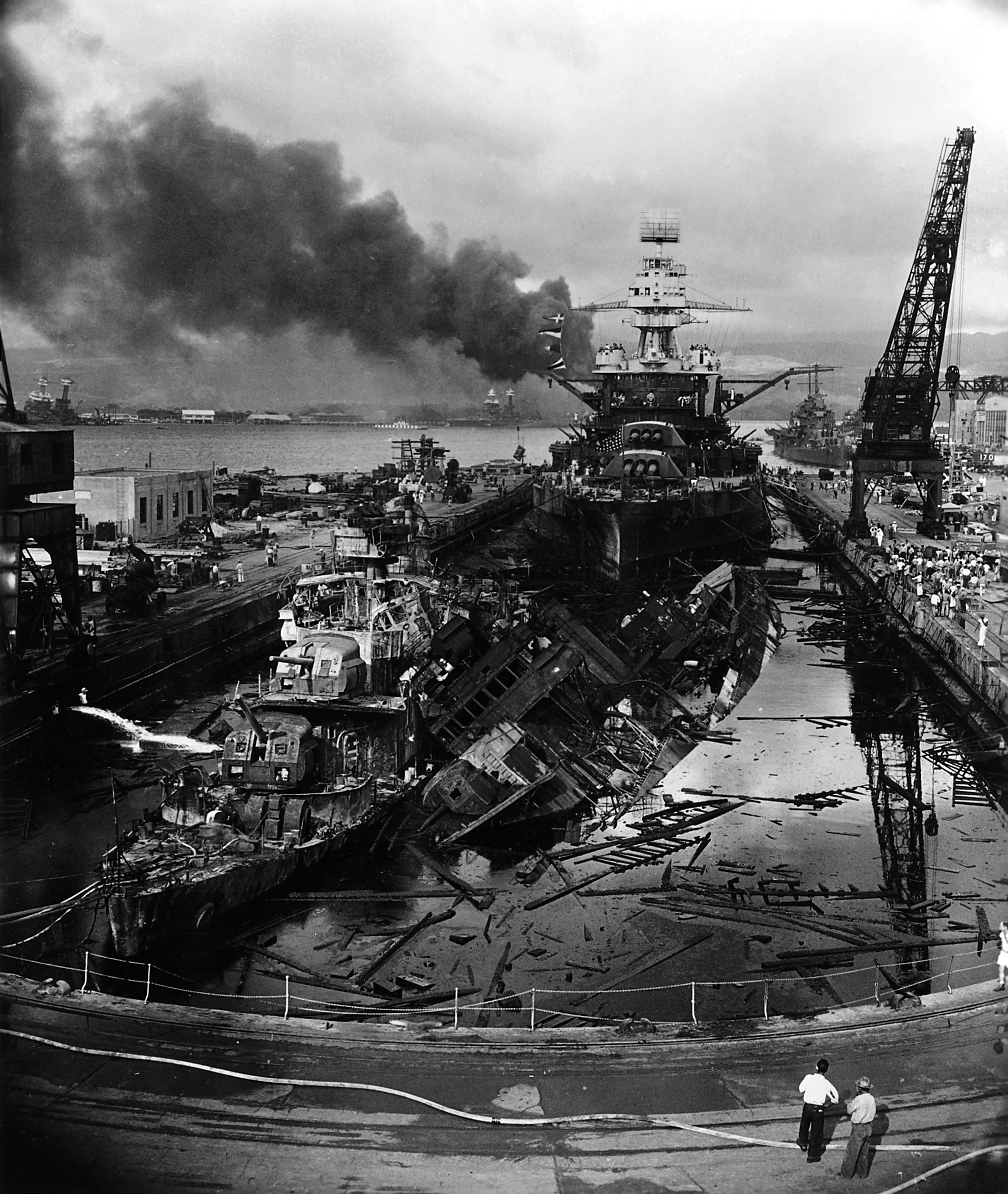
نتائج الهجوم ويظهر حطام المدمرتين "كاسان" و"داونز" وخلفهما البارجة يو إس إس بانسلفانيا

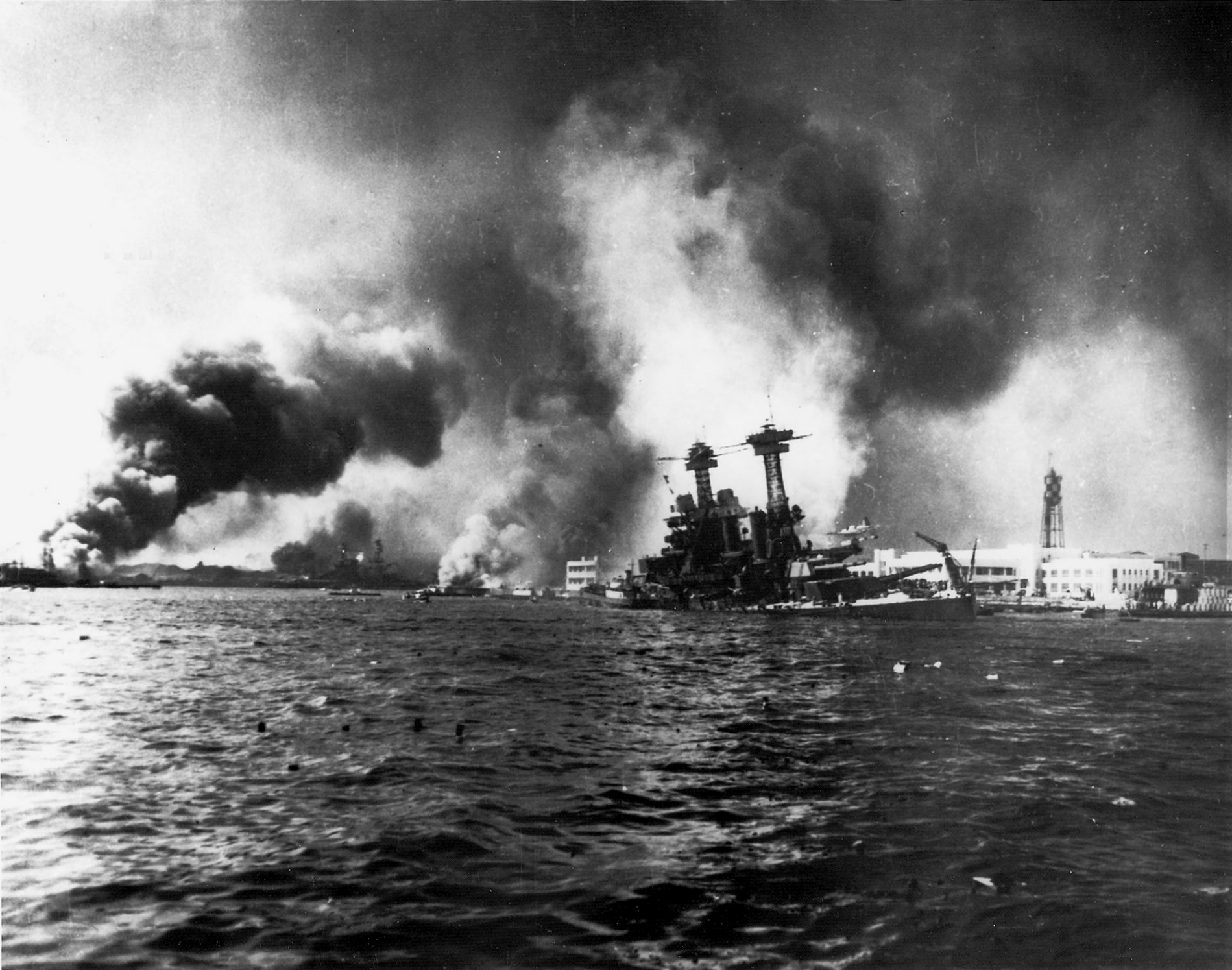
البارجة يو إس إس كاليفورنيا وهي تغرق

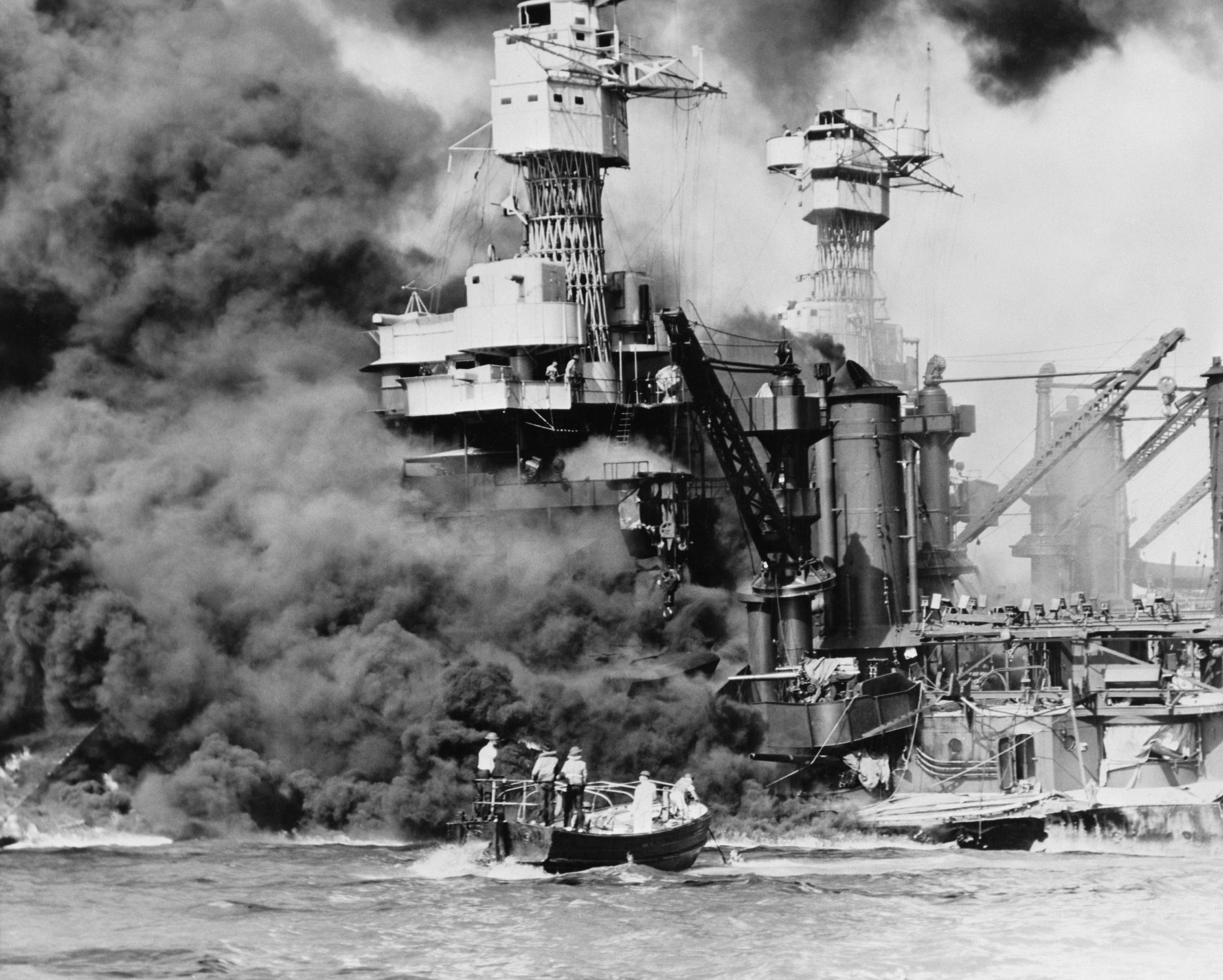
البارجة (ويست فرجينيا) وهي تحترق

أجبر الهجوم الياباني على بيرل هاربر الولايات المتحدة الأمريكية على دخول الحرب العالمية الثانية إلى جانب الحلفاء فأعلن فرانكلين روزفلت الحرب على اليابان في 8 ديسمبر 1941، كما سبب الهجوم أسوأ كارثة حلت بالقوات البحرية الأميركية محققةً الأهداف التي وضعها اليابانيون.
ونجح الهجوم في إغراق قطع الأسطول الأمريكي الكبيرة وبدا الهجوم ناجحاً لليابانيين الذين أستطاعوا بالتخطيط المميز للأدميرال الياباني ياماموتو من جهة ومن الإهمال الأميركي من جهة ثانية في تدمير الأسطول الأمريكي في بيرل هاربر الذي كان ببساطة أول عنصرٍ في سياسة اليابان الكبرى التوسعية.
في أوروبا، أعلنت ألمانيا النازية والمملكة الإيطالية في وقت لاحق الحرب على الولايات المتحدة فور البدأ في العمليات القتالية ضد عضو المحور حيث قال هتلر في كلمة ألقاها:
| الهجوم على بيرل هاربر | الحقيقة أن الحكومة اليابانية التي ظلت تتفاوض لسنوات مع هذا الرجل (فرانكلين روزفلت)، أصبحت في النهاية تشعر بالملل من سخريته منها بهذه الطريقة الغير لائقة، قد ملأنا نحن الشعب الألماني وجميع الناس المحترمين أمثالنا في العالم بالارتياح العميق... وبالتالي، فقد اضطرت ألمانيا وإيطاليا ولاءً للاتفاق الثلاثي إلى مواصلة الكفاح ضد الولايات المتحدة وإنجلترا معاً جنبا إلى جنب مع اليابان، من أجل حرية واستقلال هذه الدول والإمبراطوريات... ونتيجة لتوسع سيإسة الرئيس روزفلت، التي تهدف إلى الديكتاتورية والهيمنة على العالم بغير قيود، لم تتردد الولايات المتحدة وإنجلترا في استخدام أي وسيلة ممكنة لانتزاع حقوق الأمة الألمانية والإيطالية واليابانية لحساب وجودها الطبيعي... لم يكن ذلك لأننا حلفاء لليابان، ولكن أيضا لأن ألمانيا وإيطاليا لديهم دراية وقوة كافيتين لفهم وجود أو عدم وجود تلك الدول في ظل هذه الظروف التاريخية. | الهجوم على بيرل هاربر |

على الرغم من أن الهجوم قد ألحق دماراً كبيراً بسفن وطائرات الولايات المتحدة، لم يؤثر ذلك على مخزون الوقود والصيانة، والغواصات، ومرافق المعلومات الاستخبارية في بيرل هاربر.
كان الهجوم صدمة أولية لجميع الحلفاء في المحيط الهادئ. بالإضافة إلى الخسائر المتضاعفة التي قد تؤدي إلى نكسة محققة. وبعد ثلاثة أيام، غرقت السفينتان «برينس أوف ويلز» و«ريبالس» قبالة سواحل ملايا البريطانية، مما جعل رئيس الوزراء البريطاني ونستون تشرشل يقول لاحقاً:
| الهجوم على بيرل هاربر | طوال الحرب لم أتلق صدمة مباشرة أشد من هذه، فعندما استدرت وانقلبت على سريري غاص الرعب كاملاً في داخلي جراء تلك الأنباء. لا تكن هناك سفن حربية بريطانية أو أميركية أساسية في منطقة المحيط الهندي أو الهادئ باستثناء ما نجا من بيرل هاربر؛ والتي أسرعت بالعودة إلى كاليفورنيا، كان لليابان اليد العليا فوق هذه الرقعة الشاسعة من المياه، في حين كنا ضعفاء وعراة في كل مكان". | الهجوم على بيرل هاربر |

ولحسن حظ الولايات المتحدة، لم تُمس حاملات الطائرات الأميركية بسوء أثناء الهجوم الياباني، وإلا ما كان أسطول المحيط الهادئ قادراً على القيام بعمليات هجومية لمدة عام أو أكثر. ولم يترك القضاء على البوارج البحرية الأميركية أي خيار للولايات المتحدة سوى الاعتماد على حاملات الطائرات والغواصات—وهي الأسلحة التي تمكنت بها البحرية الأمريكية من إيقاف التقدم الياباني. تم إصلاح خمس من ثماني سفن حربية وأعيدت للخدمة، ولكن أدت سرتهم المحدودة إلى تباطوء أدائهم، وتم استخدامهم في عمليات قصف الشواطيء. كان هناك عيب رئيسي في التفكير الإستراتيجي الياباني وهو الاعتقاد بأنه سيتم استخدام البوارج للقتال في معركة المحيط الهادئ، تماشياً مع مبدأ الكابتن الفريد ماهان. ونتيجة لذلك، ادخر ياماموتو (وحلفاؤه) مكنوزاً من البوارج لمعركة «حاسمة» لم تحدث أبداً.
أثبتت الأهداف التي لم تكن مدرجة في لائحة غندا مثل قاعدة الغواصات ومبنى المقر الرئيسي القديم أنها أكثر أهمية من أي سفينة حربية. شلت الغواصات السفن الثقيلة التابعة للبحرية اليابانية ووصلت باقتصاد اليابان إلى طريق مسدود عن طريق شل حركة نقل النفط والمواد الخام. كان الطابق السفلي لمبنى الإدارة القديم منزلاً لوحدة الشفرة التي ساهمت إلى حد كبير في نجاح كمين منتصف الطريق وفرقة الغوص.

### الآثار الإستراتيجية
لخَّص الأميرال هارا تادايكي النتيجة اليابانية قائلاً، «لقد انتصرنا انتصاراً تكتيكياً عظيماً في بيرل هاربور، وبالتالي خسرنا الحرب.» 
على الرغم من أن الهجوم قد حقق أهدافه المقصودة، تبيَّن أنه لم يكن مهماً. إذ إن البحرية الأمريكية كانت قد قررت في عام 1935 التخلى عن عبور المحيط الهاديء والوصول إلى الفلبين دون علم يزوروكو ياماموتو الذي وضع الخطة الأصلية، وذلك رداً على اندلاع الحرب (تماشياً مع تطور خطة أورانج). اعتمدت الولايات المتحدة في المقابل على «خطة الكلب» في عام 1940، والتي شددت على إبقاء القوات الجوية اليابانية خارج المحيط الهادئ الشرقي وبعيداً عن الممرات الملاحية المؤدية إلى أستراليا، بينما ركزت الولايات المتحدة على هزيمة ألمانيا النازية.
وأوضح الكاتب روبرت ليكيقائلاً «قمع فرانكلين روزفلت تفاصيل تلك الكارثة بحكمة بدلاً من المخاطرة بنشر الذعر، ولم يفعل ذلك إلا بعد بدأ الهجوم المضاد الأمريكي في جواداكانال» في شهر أغسطس لعام 1942. Leckie, Robert (1998). The Wars of America. Castle Books. ص. 1074. مؤرشف من الأصل في 2022-05-11.{{استشهاد بكتاب}}:  صيانة الاستشهاد: التاريخ والسنة (link)

## وسائل الإعلام

### الأفلام والكتب
- فيلم طريق الخطر: أنتج عام 1965 للممثل أوتو بريمنغر عن قصة الكاتب جيمس باسيت التي تبدأ في السادس من شهر ديسمبر عام 1941 في هاواي، وتصور الهجوم من وجهة نظر رجال كانوا على متن سفينة تمكنت من مغادرة المرفأ.
- فيلم العد التنازلي النهائي : تم تصويره حول بيرل هاربور حيث حُرف شكل حاملة الطائرات النووية التي تعود لعام 1980 ليمكن استخدامها في السادس من شهر ديسمبر من عام 1941، قبل الهجوم على القاعدة بيومٍ واحد.
- فيلم رحلة الخلود: لجيمس جونز. حيث لعب الهجوم على بيرل هاربور يلعب دوراً هاماً لروبرت لي بريويت.
- فيلم القوة الجوية: فيلم دعائي أنتج عام 1943 يصور مصير طاقم المدمرة ماري آن، واحدة من مدمرات البي 17 التابعة للسلاح الجوي والتي حلقت في سماء هيكام فيلد خلال الهجوم.
- فيلم  عاصفة في المحيط الهادئ  (معركة البحر والسماء بين هاواي وميدواي): أنتجته شركة توهو المحدودة في عام 1960، ويحكي عن الطيارين اليابانيين الذين خدموا في بيرل هاربور، ومعركة ميدواي. وأصدرت نسخة من الفيلم مدبلجة بالإنجليزية بعنوان انا قصفت بيرل هاربور، وتم إعطاءها للولايات المتحدة في عام 1961.
- فيلم تورا! تورا! تورا! : فيلم عن الهجوم الياباني على بيرل هاربور. اعتبره الكثير أصدق الأفلام التي تحكى قصة الهجوم، حيث أنها تتعامل مع العديد من جوانب المعركة مع وضع الحقيقة التاريخية في الاعتبار.
- فيلم بيرل هاربر : فيلم أنتج عام 2001 ويتحدث عن هجوم عام 1941. يدور الفيلم حول قصة حب بدلاً من التركيز على وقائع الحدث، على الرغم من أن بعض الأحداث التي صورت قد حدثت بالفعل. تم تصوير عدد من المشاهد على متن السفينة يو إس إس ليكتنتون في تكساس. أخرج الفيلم مايكل باي وضم كل من بن أفليك وجوش هارتنت وكوبا جودينج جونيور وكيت بيكينسيل.
- السابع من ديسمبر : أخرجه جون فورد للبحرية الأمريكية في عام 1943، والذي أعاد تصوير هجمات القوات اليابانية. قامت أفلام وثائقية أخرى وقصص إعلامية بنقل الصور التي ظهرت في هذا الفيلم عن طريق الخطأ، ومررتها باعتبارها لقطات حقيقية وفعلية لهجوم بيرل هاربور.[66]
- يوم العار لوالتر لورد: واحداً من أكثر الأعمال غير الروائية التي تحكي عن هجوم بيرل هاربور.[67]
- لقد نمنا في الفجر: قصة بيرل هاربور التي لا يعرفها أحد لجوردون برانج: وهو عمل شامل للأحداث التي أدت إلى هجوم بيرل هاربور. وهو أيضاً تسجيل متوازن يوضح وجهة النظر اليابانية والأمريكية. قضى برانج 37 عامًا يبحث في الكتاب من خلال درإسة الوثائق المتاحة حول بيرل هاربور ومقابلة من ظل على قيد الحياة ممن شارك في هذا الهجوم محاولاً معرفة حقيقة ما حدث وما أدى إلى هجوم اليابان على الولايات المتحدة في بيرل هاربور، ولماذا فشلت الاستخبارات الأمريكية في التنبؤ بالهجوم، والسبب في عدم الوصول إلى اتفاق سلمي. وقات القرية عن لقد نمنا عند الفجر «إنه أكثر الأعمال شولةً لدينا حول حقيقة ما حدث بالضبط، وكيف، ولماذا.»
- الهجوم على بيرل هاربر: التاريخ المُصوَّر للاري كيميت ومارغريت ريجيس: إنه بمثابة إعادة دقيقة ل«يوم العار» باستخدام الخرائط، والصور الفوتوغرافية، والرسوم التوضيحية الفريدة، وقرص مضغوط متحرك. حيث يمنح الكتاب لمحة تفصيلية للهجوم بدايةً من المراحل المبكرة للتخطيط الياباني، والهجوم على «السفينة الحربية رو»، وصولاً بإنقاذ أسطول الولايات المتحدة في المحيط الهادئ.
- العد التنازلي لبيرل هاربر: الأميرال جيمس ريتشاردسون للكاتب سكيبر سيلي: هو عمل مفصل للأحداث التي أدت إلى كارثة بيرل هاربور. ومن خلال المعالجة الشاملة لحياة الأدميرال جيمس ريتشاردسون، استكشف ستيلي العقود الأربعة للسياسة الخارجية الأميركية، والممارسات العسكرية التقليدية، والاستخبارات الأميركية، والجانب الإداري العسكري، مما يحكى قصة الأحداث التي أدت إلى الهجوم الياباني.

### التاريخ البديل
- أيام العار: رواية لهاري ترتلدوف لا يقتصر فيها الهجوم الياباني على هاواي على ضرب بيرل هاربر، ولكنه غزو واحتلال عميق بعدما خرجت القوات الأمريكية من الجزر. جاءت وجهة نظر العديد من الشخصيات من المدنيين في هاواي (من البيض واليابانيين) بالإضافة إلى لجنود والبحارة اليابانيين والأمريكيين. على ترتلدوف كتابة جزء آخر «ونهاية البداية.»
- وفي لعبة الكمبيوتر قيادة واحتلال: الإنذار الأحمر 2، يصبح بيرل هاربور هو موقع الغزو السوفياتي خلال الحرب العالمية الثالثة. ففي الجزء الأول من سلسلة لعبة الإنذار الأحمر، أزال نظام الكروموسفير لأينشتاين أدولف هتلر من التاريخ، مما منع حدوث المحرقة وهجوم عام 1941 على بيرل هاربور. وقال جنرال في اللعبة ساخراُ، «كما لو أن أحدهم قد شن هجوماً ناجحاً هناك». ومن المثير للاهتمام، ظل النصب التذكاري لسفينة أريزونا مدرج في اللعبة، على الرغم من عدم تدمير السفينة خلال الجدول الزمني للعبة.
- استخدمت الضربة الجوية والمقدمة المنطقية لغزو هاواي في أيام العار في وقت سابق في الحلقة الأولى من سلسلة Konpeki no Kantai ففي الحلقة، قامت اليابان بتنفيذ الهجوم في ساعة مبكرة من الصباح، بعد أن أتقنت عمليات الناقل الليلية. بدأت الغارة بعد أن قام الرواد بإشعال النار. تم تدمير القاعدة بأكملها (بما في ذلك مرافق التصليح) وعدد من سفن التموين في المرفأ بحلول الفجر. أما بالنسبة للهيكل الرئيسي لأسطول المحيط الهادئ، فقد تجمع الأسطول المشترك وقضي عليهم أثناء عودتهم إلى بيرل هاربور. انتهت الحلقة، المقسمة إلى ثلاث مراحل في سلسلة اللعبة، عندما رست القوات اليابانية في جزر هاواي.